# Saint-Germain-sur-Vienne
Pour les articles homonymes, voir Saint-Germain.
Saint-Germain-sur-Vienne est une commune française située dans le département d'Indre-et-Loire, en région Centre-Val de Loire.

## Géographie

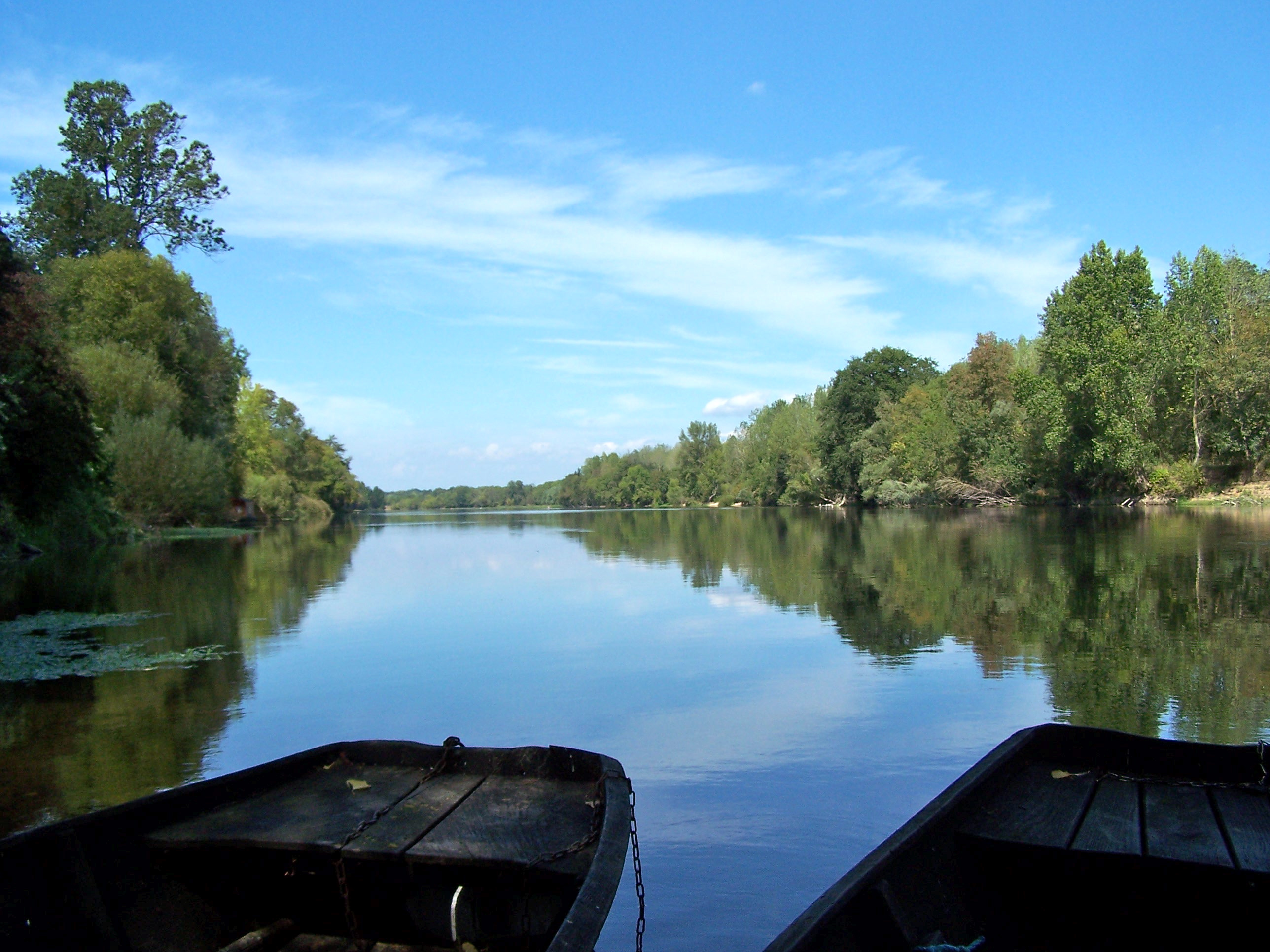
La Vienne à Saint-Germain.

| Candes-Saint-Martin | Savigny-en-Véron         | Beaumont-en-Véron |
|                     | Saint-Germain-sur-Vienne |                   |
| Couziers            | Lerné                    | Thizay            |

### Situation
Saint-Germain-sur-Vienne est une petite commune d'Indre-et-Loire d'environ 380 habitants, située entre Candes-Saint-Martin et Chinon au sud de Tours sur la rive gauche de la Vienne.

### Hydrographie

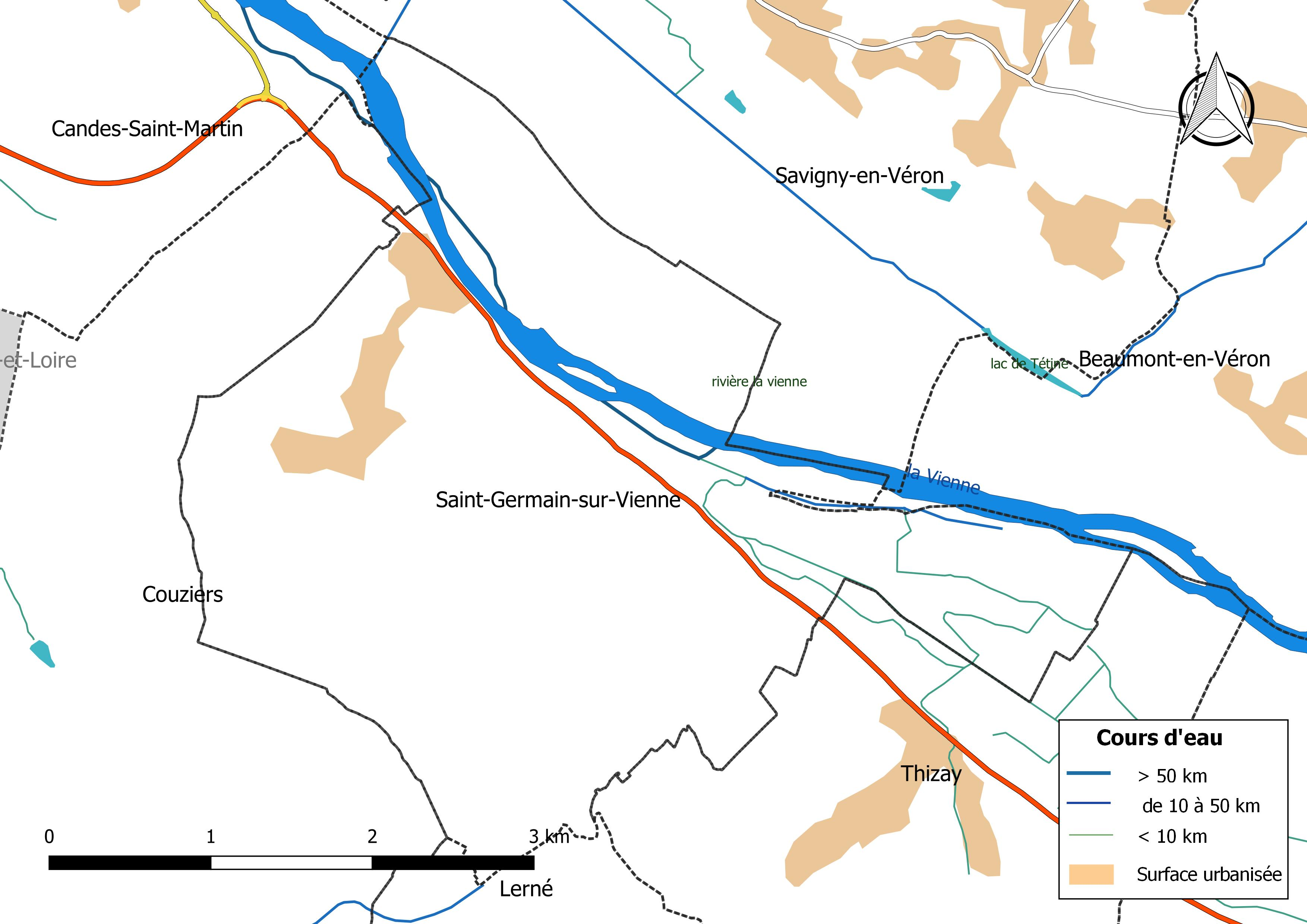
Réseau hydrographique de Saint-Germain-sur-Vienne.

La commune est bordée sur son flanc nord-est par la Vienne (3,148 km). Le réseau hydrographique communal, d'une longueur totale de 15,35 km, comprend en outre sept petits cours d'eau,.
La Vienne, d'une longueur totale de 363,3 km, prend sa source sur le plateau de Millevaches, dans la Creuse, à une altitude comprise entre 860 et 895 m et se jette dans la Loire à Candes-Saint-Martin, à 30 m d'altitude, après avoir traversé 96 communes. La station de Chinon permet de caractériser les paramètres hydrométriques de la Vienne. Le débit mensuel moyen (calculé sur 10 ans pour cette station) varie de 49 m3/s au mois d'août  à 352 m3/s au mois de février. Le débit instantané maximal observé sur cette station est de 1 610 m3/s le 2 juin 2016, la hauteur maximale relevée a été de 5,39 m le 4 mars 2007,.
Sur le plan piscicole, la Vienne est classée en deuxième catégorie piscicole. Le groupe biologique dominant est constitué essentiellement de poissons blancs (cyprinidés) et de carnassiers (brochet, sandre et perche).
Trois zones humides ont été répertoriées sur la commune par la direction départementale des territoires (DDT) et le conseil départemental d'Indre-et-Loire : « le bocage du Véron », « Basse la vallée de la Vienne rive gauche » et « Le Pré Clos »,.

### Climat
Pour des articles plus généraux, voir Climat du Centre-Val de Loire et Climat d'Indre-et-Loire.
En 2010, le climat de la commune est de type climat océanique altéré, selon une étude du CNRS s'appuyant sur une série de données couvrant la période 1971-2000. En 2020, Météo-France publie une typologie des climats de la France métropolitaine dans laquelle la commune est dans une zone de transition entre le climat océanique et le climat océanique altéré et est dans la région climatique  Moyenne vallée de la Loire, caractérisée par une bonne insolation (1 850 h/an) et un été peu pluvieux. 
Pour la période 1971-2000, la température annuelle moyenne est de 12,1 °C, avec une amplitude thermique annuelle de 14,7 °C. Le cumul annuel moyen de précipitations est de 658 mm, avec 10,4 jours de précipitations en janvier et 6,3 jours en juillet. Pour la période 1991-2020, la température moyenne annuelle observée sur la station météorologique de Météo-France la plus proche, sur la commune de Savigny-en-Véron à 3 km à vol d'oiseau, est de 12,6 °C et le cumul annuel moyen de précipitations est de 637,8 mm,. Pour l'avenir, les paramètres climatiques de la commune estimés pour 2050 selon différents scénarios d'émission de gaz à effet de serre sont consultables sur un site dédié publié par Météo-France en novembre 2022.

## Urbanisme

### Typologie
Au 1er janvier 2024, Saint-Germain-sur-Vienne est catégorisée commune rurale à habitat dispersé, selon la nouvelle grille communale de densité à sept niveaux définie par l'Insee en 2022.
Elle est située hors unité urbaine. Par ailleurs la commune fait partie de l'aire d'attraction de Chinon, dont elle est une commune de la couronne,. Cette aire, qui regroupe 20 communes, est catégorisée dans les aires de moins de 50 000 habitants,.

### Occupation des sols
L'occupation des sols de la commune, telle qu'elle ressort de la base de données européenne d’occupation biophysique des sols Corine Land Cover (CLC), est marquée par l'importance des territoires agricoles (64,8 % en 2018), une proportion sensiblement équivalente à celle de 1990 (65,6 %). La répartition détaillée en 2018 est la suivante : 
terres arables (29,2 %), forêts (26,8 %), prairies (24 %), zones agricoles hétérogènes (11,6 %), eaux continentales (4,9 %), zones urbanisées (3,5 %). L'évolution de l’occupation des sols de la commune et de ses infrastructures peut être observée sur les différentes représentations cartographiques du territoire : la carte de Cassini (XVIIIe siècle), la carte d'état-major (1820-1866) et les cartes ou photos aériennes de l'IGN pour la période actuelle (1950 à aujourd'hui).

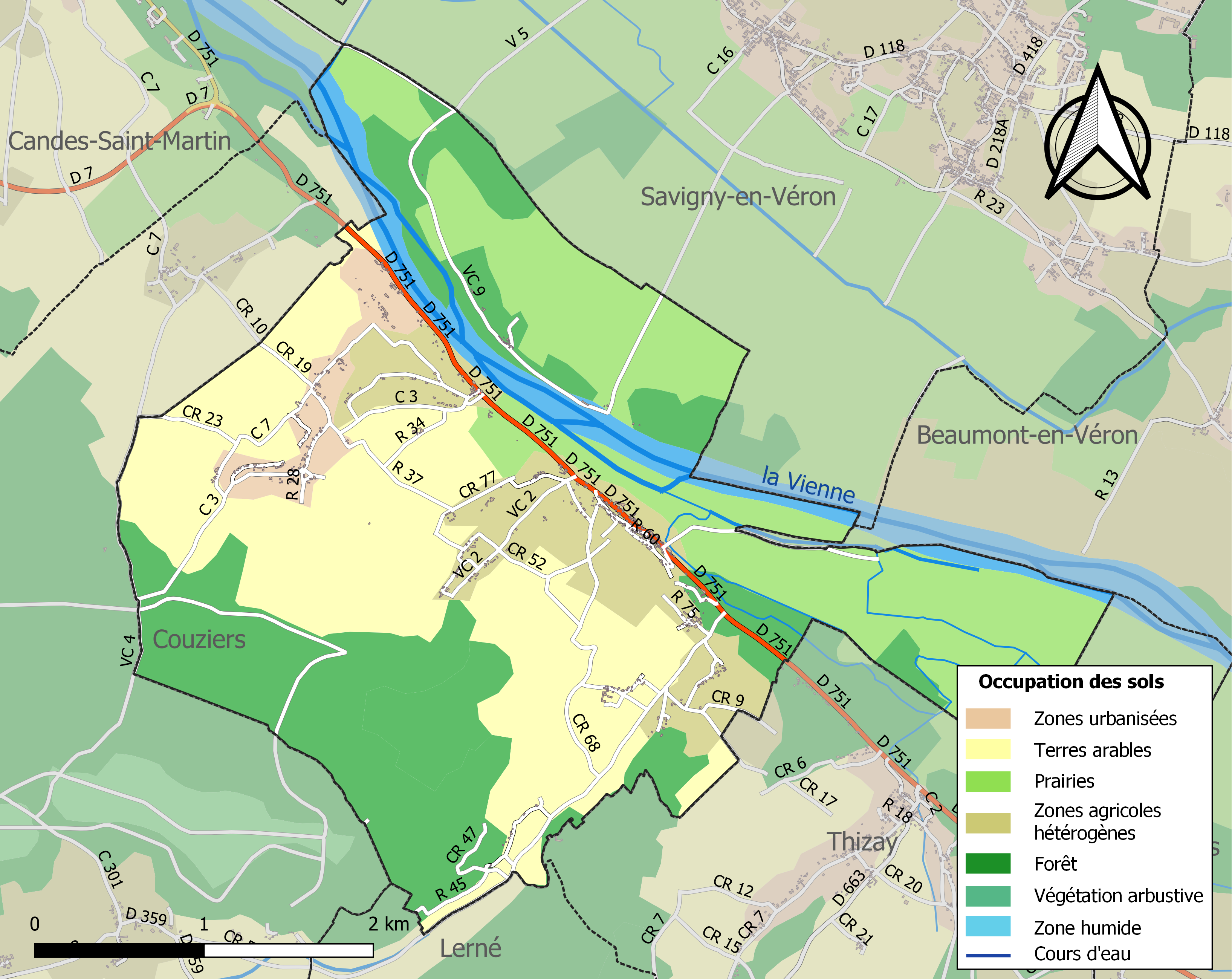
Carte des infrastructures et de l'occupation des sols de la commune en 2018 (CLC).

### Risques majeurs
Le territoire de la commune de Saint-Germain-sur-Vienne est vulnérable à différents aléas naturels : météorologiques (tempête, orage, neige, grand froid, canicule ou sécheresse), inondations, mouvements de terrains et séisme (sismicité faible). Il est également exposé à deux risques technologiques, la rupture d'un barrage et le risque nucléaire. Un site publié par le BRGM permet d'évaluer simplement et rapidement les risques d'un bien localisé soit par son adresse soit par le numéro de sa parcelle.

#### Risques naturels
Certaines parties du territoire communal sont susceptibles d’être affectées par le risque d’inondation par débordement de cours d'eau, notamment la Vienne et La commune a été reconnue en état de catastrophe naturelle au titre des dommages causés par les inondations et coulées de boue survenues en 1982, 1999 et 2013,.

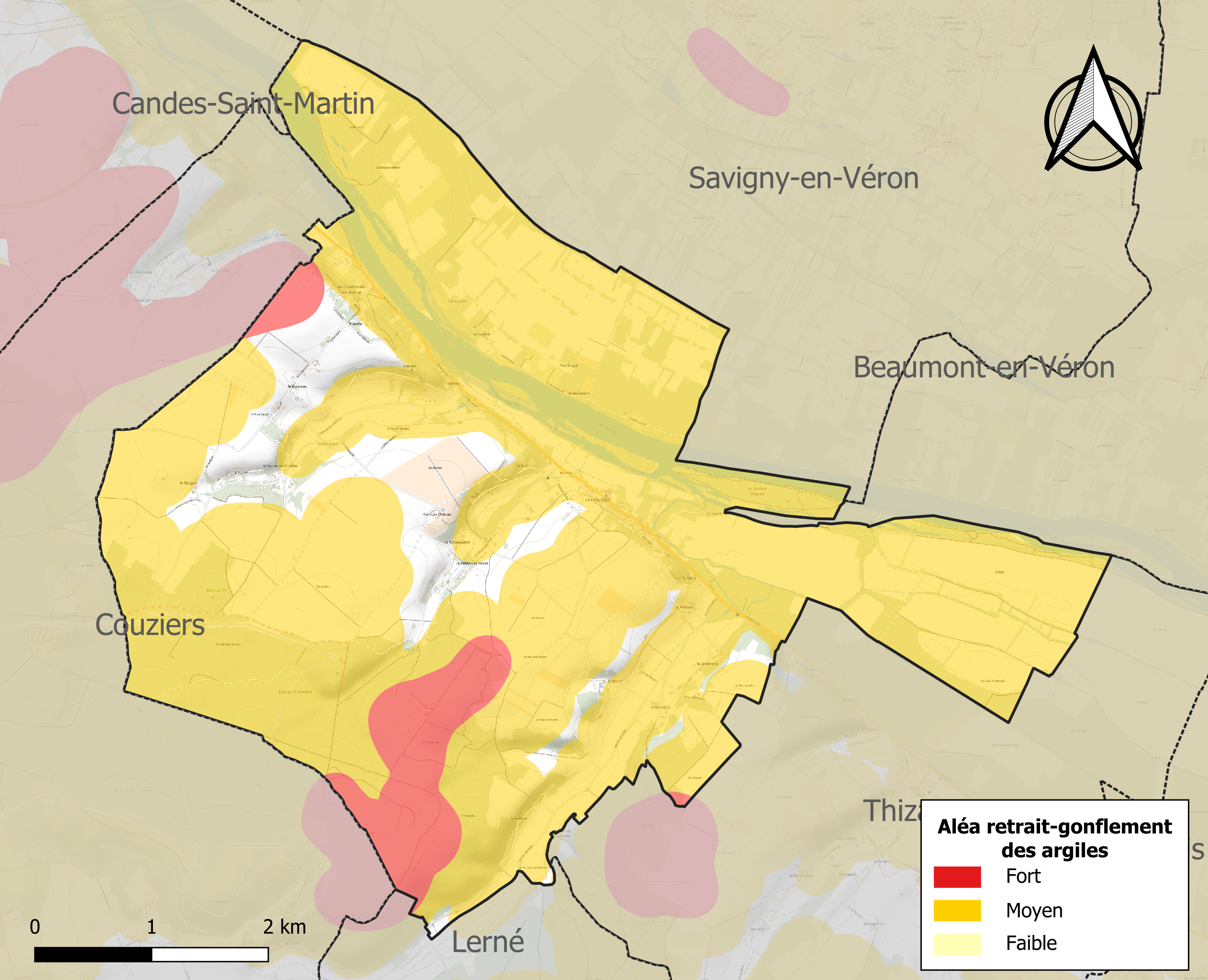
Carte des zones d'aléa retrait-gonflement des sols argileux de Saint-Germain-sur-Vienne.

La commune est vulnérable au risque de mouvements de terrains constitué principalement du retrait-gonflement des sols argileux. Cet aléa est susceptible d'engendrer des dommages importants aux bâtiments en cas d’alternance de périodes de sécheresse et de pluie. 89,5 % de la superficie communale est en aléa moyen ou fort (90,2 % au niveau départemental et 48,5 % au niveau national). Sur les 275 bâtiments dénombrés sur la commune en 2019, 229 sont en aléa moyen ou fort, soit 83 %, à comparer aux 91 % au niveau départemental et 54 % au niveau national. Une cartographie de l'exposition du territoire national au retrait gonflement des sols argileux est disponible sur le site du BRGM,.
Concernant les mouvements de terrains, la commune a été reconnue en état de catastrophe naturelle au titre des dommages causés par des mouvements de terrain en 1999 et 2009.

#### Risques technologiques
Une partie du territoire de la commune est en outre située en aval d'une digue. À ce titre elle est susceptible d’être touchée par l’onde de submersion consécutive à la rupture de cet ouvrage.
En cas d’accident grave, certaines installations nucléaires sont susceptibles de rejeter dans l’atmosphère de l’iode radioactif. La commune étant située dans le périmètre immédiat de 5 km autour de la centrale nucléaire de Chinon, elle est exposée au risque nucléaire. À ce titre les habitants de la commune ont bénéficié, à titre préventif, d'une distribution de comprimés d’iode stable dont l’ingestion avant rejet radioactif permet de pallier les effets sur la thyroïde d’une exposition à de l’iode radioactif. En cas d'incident ou d'accident nucléaire, des consignes de confinement ou d'évacuation peuvent être données et les habitants peuvent être amenés à ingérer, sur ordre du préfet, les comprimés en leur possession.

## Histoire
Anciennement Saint-Germain-des-Prés-de-Candes. L'église fut fondée au VIe siècle par Injuriosus, évêque de Tours. Le fief relevait de l'archevêché de Tours.

## Politique et administration
| Période       | Période      | Identité                        | Étiquette | Qualité                    |
| ------------- | ------------ | ------------------------------- | --------- | -------------------------- |
| 1792          | 1802         | Joseph-François Guillemot       |           |                            |
| 1802          | 1830         | Joseph Loré                     |           |                            |
| 1830          | 1840         | Raymond-Côme Chevallier-Couléon |           |                            |
| 1840          | 1848         | Pierre Boisselier               |           |                            |
| 1848          | 1871         | Jacques Babouard                |           |                            |
| 1871          | 1884         | Jean-Baptiste Vacher            |           |                            |
| 1884          | 1895         | Georges Aubert du Petit-Thouars |           |                            |
| 1895          | 1900         | Félix Loré                      |           |                            |
| Mai 1900      | Mai 1912     | Baptiste Verronneau             |           |                            |
| Mai 1912      | Mai 1925     | Eugène Morais                   |           |                            |
| Mai 1925      | Octobre 1947 | Georges Aubert du Petit-Thouars |           |                            |
| Octobre 1947  | Octobre 1967 | Francis Martin                  |           |                            |
| Décembre 1967 | Mars 1971    | Firmin Vignol                   |           | Cultivateur                |
| Mars 1971     | Mars 1989    | Yves Dauge                      | PS        | Urbaniste                  |
| Mars 1989     | Mars 2008    | Guy Dufresne                    |           |                            |
| Mars 2008     | Mai 2020     | Jean Albert                     | DVG       | Retraité de l'enseignement |
| Mai 2020      | En cours     | Aline Plouzeau                  |           |                            |

## Population et société

### Démographie
L'évolution du nombre d'habitants est connue à travers les recensements de la population effectués dans la commune depuis 1793. Pour les communes de moins de 10 000 habitants, une enquête de recensement portant sur toute la population est réalisée tous les cinq ans, les populations de référence des années intermédiaires étant quant à elles estimées par interpolation ou extrapolation. Pour la commune, le premier recensement exhaustif entrant dans le cadre du nouveau dispositif a été réalisé en 2004.

En 2022, la commune comptait 358 habitants, en évolution de −6,04 % par rapport à 2016 (Indre-et-Loire : +1,67 %, France hors Mayotte : +2,11 %).
| 1793 | 1800 | 1806 | 1821 | 1831 | 1836 | 1841 | 1846 | 1851 |
| ---- | ---- | ---- | ---- | ---- | ---- | ---- | ---- | ---- |
| 570  | 622  | 634  | 725  | 790  | 753  | 807  | 792  | 772  |

| 1856 | 1861 | 1866 | 1872 | 1876 | 1881 | 1886 | 1891 | 1896 |
| ---- | ---- | ---- | ---- | ---- | ---- | ---- | ---- | ---- |
| 723  | 710  | 678  | 647  | 619  | 616  | 622  | 605  | 588  |

| 1901 | 1906 | 1911 | 1921 | 1926 | 1931 | 1936 | 1946 | 1954 |
| ---- | ---- | ---- | ---- | ---- | ---- | ---- | ---- | ---- |
| 568  | 553  | 564  | 494  | 487  | 478  | 467  | 462  | 416  |

| 1962 | 1968 | 1975 | 1982 | 1990 | 1999 | 2004 | 2006 | 2009 |
| ---- | ---- | ---- | ---- | ---- | ---- | ---- | ---- | ---- |
| 403  | 343  | 324  | 364  | 356  | 353  | 341  | 345  | 370  |

| 2014 | 2019 | 2022 | - | - | - | - | - | - |
| ---- | ---- | ---- | - | - | - | - | - | - |
| 389  | 364  | 358  | - | - | - | - | - | - |

### Enseignement
Saint-Germain-sur-Vienne se situe dans l'Académie d'Orléans-Tours (Zone B) et dans la circonscription de Chinon.
L'école primaire accueille les élèves de la commune.

## Lieux et monuments
- Le moulin à vent Cuclu
- Le Château du Petit-Thouars
- Le Château de Falèche
- Le Manoir du Petit-Falèche

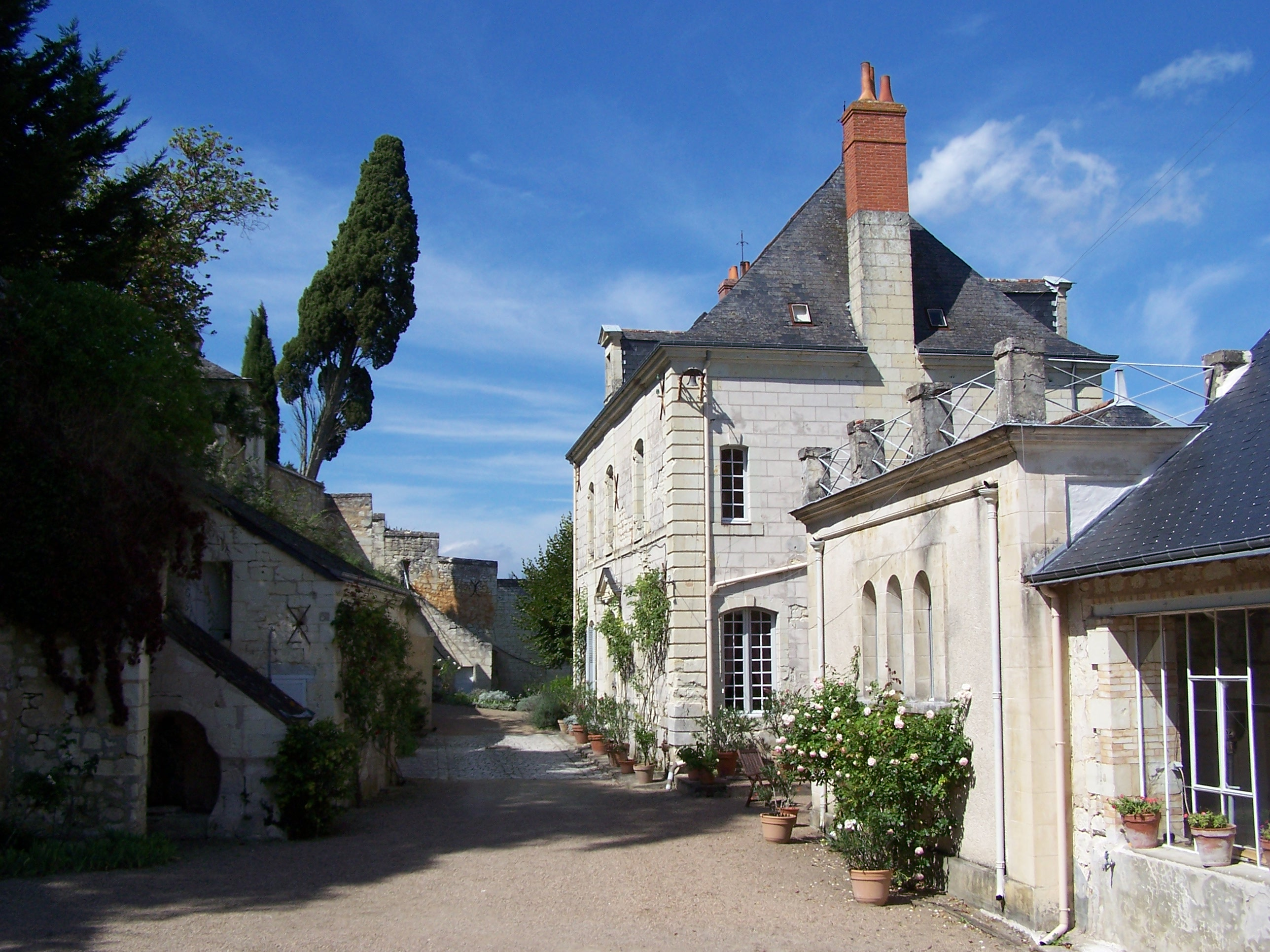
Entrée du château.
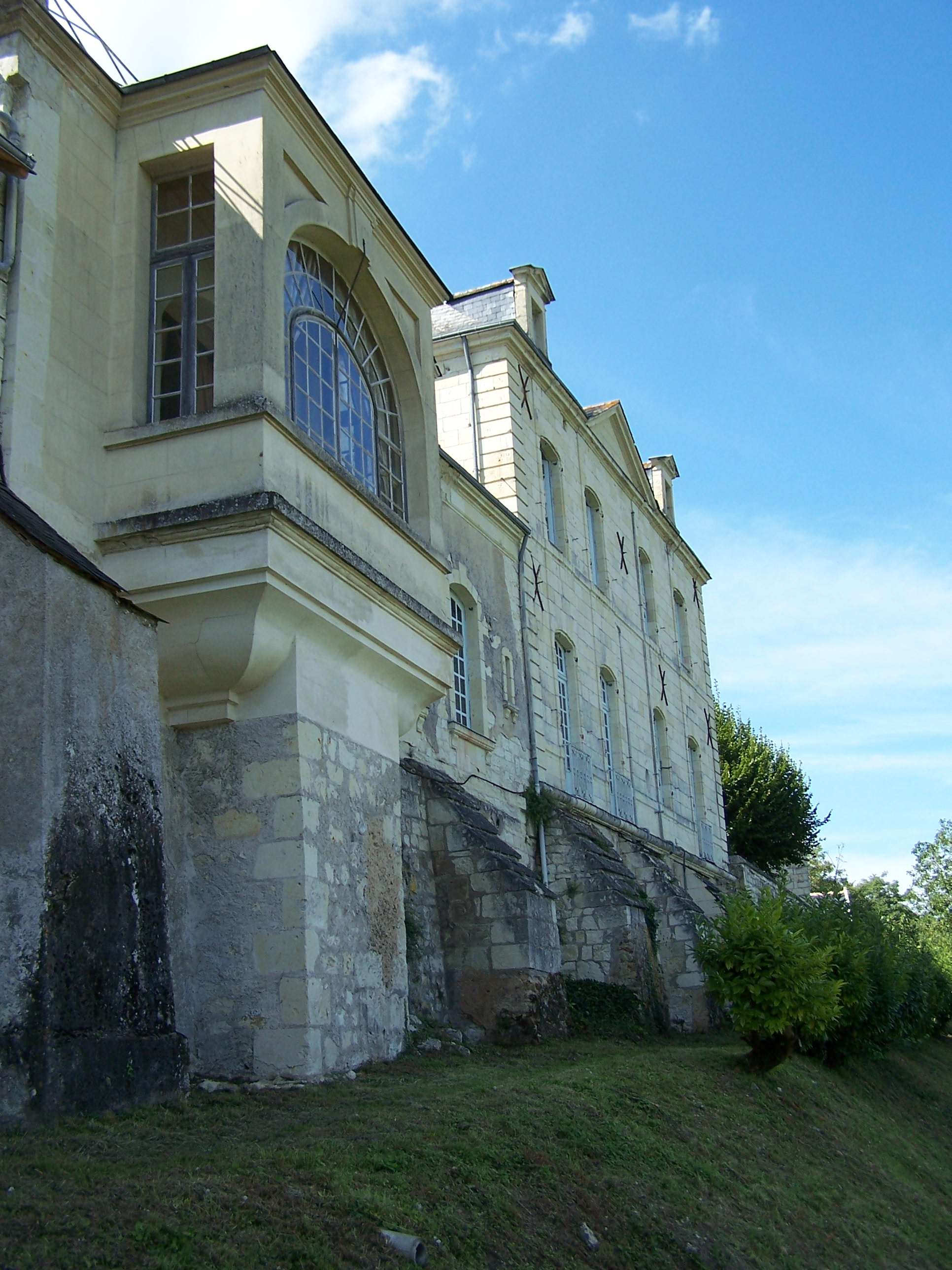
Façade du château.

- Île du Petit-Thouars

### L'église Saint-Germain
Fondation du Haut-Moyen-Âge, elle est mentionnée par Grégoire de Tours. Comme de nombreuses églises ligériennes, Saint-Germain se présente comme une nef unique charpentée, un chœur couvert de voûtes angevines accostés d'un clocher roman et d'un auvent.
Les éléments anciens de la nef semblent romans, mais les maçonneries furent reprises lors de l'adjonction du chœur. Des dalles sculptées d'ornements géométriques et figuratifs pourraient provenir d'un édifice antérieur.
Le lambrissage du plafond, régulièrement repris, trouve son état actuel en 1923.

## Personnalités liées à la commune
Max Panier, constructeur de barques et bateaux en bois.